# 구황음식
구황음식(救荒飮食)이란 흉년에 굶주림에서 벗어나기 위해 먹는 음식을 뜻한다.

## 구황작물
구황작물(救荒作物) 또는 비황작물(備荒作物)은 흉년 등으로 기근이 심할 때 주식물 대신 먹을 수 있는 농작물이다. 가뭄이나 장마에 큰 영향을 받지 않고 비옥하지 않은 땅이나 척박한 환경에서도 재배가 가능한 특징이 있다. 감자, 고구마, 옥수수 등을 들 수 있는데, 이 모두는 1492년 콜럼버스의 탐험 이후에 남미에서 전파된 공통점이 있고, 인류를 기아의 공포에서 구제한 작물에 해당한다. 이 중 대표적인 작물인 감자는 추운 지역이나 4,000m 고산지대에서도 재배가 가능하고, 3개월이라는 단기간 내에 수확이 가능하며, 양분을 땅속에 축적하므로 전란에도 피해가 적다는 장점이 있다.
조선 중기 이후 임진왜란(1592), 병자호란(1636) 그리고 흉년을 여러해 거치면서 백성들은 굶주림에 시달렸다. 이에 조정에서는 《구황촬요》 《구황보유방》이라는 책을 편찬하여 기근시 먹을 수 있는 구황작물과 식품들에 관한 내용을 백성들에게 알리기도 했다.
- 감자
- 고구마
- 카사바
- 옥수수
- 메밀
- 조

## 구황식물
구황식물(救荒植物) 또는 비황식물(備荒植物)은 흉년 등으로 기근이 심할 때 농작물 대신 먹을 수 있는 야생 식물이다.
- 나무껍질
- 쑥
- 아카시아
- 칡뿌리
- 피

## 다른 구황음식
- 고양이고기
- 나무껍질빵
- 흙죽

## 같이 보기
- 구호식량
- 보릿고개
- 프로비전